# Marrickville Council
Marrickville Council var en kommun i Australien. Den låg i Sydney i delstaten New South Wales. Antalet invånare var 76 500 vid folkräkningen 2011. Arean var 16 kvadratkilometer.
Kommunen upphörde den 12 maj 2016 genom att den slogs ihop med Municipality of Leichhardt och Municipality of Ashfield för att bilda kommunen Inner West Council.
Marrickville Council omfattade stadsdelarna :
- Marrickville
- Newtown
- Dulwich Hill
- Camperdown
- Lewisham